# Хрен
Хрен (Armoracia rusticana, или Cochlearia armoracia), често и „рен”, вишегодишња је зељаста биљка из породице крсташица (Brassicaceae). Расте на влажним местима, готово широм света, а вероватно је пореклом из Европе. Гаји се у многим земљама због корена који служи за зачињавање. Нарасте око 1 m. Има веома велике, по ободу назубљене листове и дугачке цвасти с белим ситним цветовима.
Корен ове биљке је до 6 cm дебео и врло дугачак, око 1 m. Горе је задебљао и има више глава. Споља је жућкасто-сивкаст, а изнутра бео и, док је млад, није жилав. Љутог је укуса и без мириса, али ако се струже, развија се посебан љут мирис који изазива јако сузење. Употребљава се само свеж корен. Може се дуго одржати свежим у подруму закопан у влажном песку.
У састав хрена улазе синигрин, који се распада на алил-изо-сулфоцијанид, глукоза и калијум-хидрогенсулфат. Има и шећера, аспарагина, глутамина и др. Деловање му је слично слачици. Највише се употребљава као пресан зачин, а мање као лек.
Друга народна имена: крен, ледиња андрква, морска ротква, равељ, равет, торман, хрељ, хрин.

## Опис
Хрен нарасте до 1,5 meters (5 feet) у висину, са бездлаким јаркозеленим листовима дугим до 1 m (3 ft 3 in) који се могу погрешно сматрати штавњљима (Rumex). Узгаја се првенствено због свог великог, белог, суженог корена. Бели цветови са четири латице миришу и држе се у густим метлицама. Успостављене биљке могу формирати велике колоније и могу постати инвазивне уколико се њима пажљиво не управља.

## Историја
Хрен се гаји од давнина. Диоскорид је навео хрен подједнако као Persicon sinapi (Diosc. 2.186) или Sinapi persicum (Diosc. 2.168), што је Плинијева природна историја известила као Persicon napy; Катон расправља о биљци у својим расправама о пољопривреди, и један мурал у Помпеја приказује ову биљку. Хрен је вероватно биљка коју помиње Плиније Старији у својој Природњачкој историји под именом Amoracia, и коју је препоручио због својих лековитих својстава, а можда и дивља ротква, или raphanos agrios код Грка. Раноренесансни травари Пјетро Андреа Матиоли и Џон Жерар показали су то под Raphanus. Његов савремени линејски род Armoracia први је применио Хајнрих Бернхард Рупијус у својој књизи Флора Јененсис, 1745, али га је сам Лине назвао Cochlearia armoracia.
Корен и листови су коришћени као традиционални лек током средњег века. Корен се користио као зачин за месо у Немачкој, Скандинавији и Британији. Унет је у Северну Америку током европске колонизације; Џорџ Вашингтон и Томас Џеферсон помињу хрен у баштенским извештајима. Индијанци су га користили за стимулацију жлезда, спречавање скорбута и као дијафоретски третман за прехладу.
Вилијам Тарнер помиње хрен као Ред Кол у свом „Хербалу” (1551–1568), али не као зачин. У делу Хербал, или општа историја биљака (1597), Џон Џерард га описује под именом raphanus rusticanus, наводећи да се самоникло јавља у неколико делова Енглеске. Након што се осврнуо на његове медицинске употребе, он каже:
Хрен помешан са мало сирћета се обично користи међу Немцима за сос за јело рибе и сличног као што је код нас сенф.

## Култивација
Хрен је вишегодишња биљка у зонама отпорности 2–9 и може се гајити као једногодишња у другим зонама, али не тако успешно као у зонама са дугом вегетацијом и зимским температурама довољно хладним да би се осигурало мировање биљака. Након што први мраз у јесен убије лишће, корен се ископа и дели. Главни корен се убира и један или више великих изданака главног корена се поново сади како би се добио усев следеће године. Хрен остављен нетакнут у башти шири се преко подземних изданака и може постати инвазиван. Старије корење остављено у земљи постаје дрвенасто, након чега више није употребљиво у кулинарству, иако се старије биљке могу ископати и поново поделити да би се покренуле нове биљке. Листови у раној сезони могу бити изразито различити, асиметрични шиљасти, пре него што почну да се развијају зрели типични равни широки листови.

### Штеточине и болести
Случајно широко уведене, „купусни црви”, ларве Pieris rapae, малог белог лептира, честа су гусеница штеточина у хрену. Одрасле јединке су бели лептири са црним мрљама на предњим крилима који се обично виде како лете око биљака током дана. Гусенице су баршунасто зелене са слабим жутим пругама које се протежу по дужини низ леђа и стране. Потпуно одрасле гусенице су дугачке око 25 mm (1 in). Померају се споро када се подбадају. Презимљују у зеленим чаурама лутке. Одрасле јединке почињу да се појављују у баштама након последњег мраза и представљају проблем током остатка вегетације. Постоји три до пет генерација које се преклапају годишње. Зреле гусенице жваћу велике, неравне рупе у листовима остављајући велике вене нетакнуте. Ручно сакупљање је ефикасна стратегија контроле у кућним баштама.

## Производња
У Сједињеним Државама, хрен се узгаја у неколико области као што су О Клер, Висконсин и Тулилејк у Калифорнији. Најконцентрисанији раст се дешава у Колинсвил региону Илиноиса.
У Европи се годишње произведе 30.000 метричких тона хрена, од чега Мађарска производи 12.000, што је чини највећим појединачним произвођачем.

## Кулинарска употреба
Карактеристичан опор укус хрена потиче од једињења алил изотиоцијаната. Приликом дробљења меса хрена, ензим мирозиназа се ослобађа и делује на глукозинолате синигрин и глуконастуртиин, који су прекурзори алил изотиоцијаната. Алил изотиоцијанат служи биљци као природна одбрана од биљоједа. Пошто је алил изотиоцијанат штетан за саму биљку, он се чува у безопасном облику глукозинолата, одвојено од ензима мирозиназе. Када животиња жваће биљку, ослобађа се алил изотиоцијанат, одбијајући животињу. Алил изотиоцијанат је нестабилно једињење, које се разграђује током дана на 37 °C (99 °F). Због ове нестабилности, сосовима од хрена недостаје пикантност свеже згњеченог корена.
Кувари могу да користе термине „хрен“ или „припремљени хрен“ да се односе на згњечени (или нарендани) корен биљке хрена помешан са сирћетом. Припремљени хрен је беле до кремасто-беж боје. Може се чувати до 3 месеца у фрижидеру, али ће на крају потамнити, што указује на слабији укус. Листови биљке су јестиви, или кувани или сирови када су млади, са сличним укусом, али слабијим од корена.
На Пасху, многи Ашкенази Јевреји (изван Израела) користе рендани хрен као избор за марор (горко биље) на Пасхалном седеру.

### Сос од хрена
Сос од хрена направљен од ренданог корена хрена и сирћета је уобичајен зачин у Уједињеном Краљевству, у Данској (са додатком шећера) и у Пољској. У Великој Британији се обично сервира уз говедину, често као део традиционалног недељног печења, али се може користити у бројним другим јелима, укључујући сендвиче или салате. Варијанта соса од хрена, која у неким случајевима може заменити сирће другим производима као што су лимунов сок или лимунска киселина, позната је у Немачкој као Тафелмеретич. У Великој Британији је такође доступан Туксбери сенф, мешавина сенфа и ренданог хрена који потиче из средњег века и помиње га Шекспир (Фалстаф каже: „његова духовитост је густа као Туксбери сенф“ у Хенрију IV део II). Сличан сенф, назван Кренсенф или Меретишсенф, уобичајен је у Аустрији и деловима Немачке. У Француској се sauce au raifort користи у алзаској кухињи. У Русији се корен хрена обично меша са ренданим белим луком и малом количином парадајза за боју (хреновини сос).

## Нутритивни садржај
У количини од 100 грама припремљени хрен даје 48 калорија и има висок садржај витамина Ц са умереним садржајем натријума, фолата и дијететских влакана, док су остали есенцијални нутријенти занемарљиви у садржају. У типичној порцији од једне супене кашике (15 грама), хрен не обезбеђује значајан садржај хранљивих материја.
Хрен садржи испарљива уља, посебно уље сенфа.

## Биомедицинске употребе
Ензим пероксидаза хрена (HRP), који се налази у биљци, се интензивно користи у молекуларној биологији и биохемији првенствено због своје способности да појача слаб сигнал и повећа детектабилност циљног молекула. HRP се користио деценијама истраживања за визуелизацију под микроскопом и неквантитативно процену пропустљивости капилара, посебно оних у мозгу.